# Concurtisella bidens
Concurtisella bidens är en stekelart som beskrevs av Per Abraham Roman 1924. Concurtisella bidens ingår i släktet Concurtisella och familjen bracksteklar. Inga underarter finns listade i Catalogue of Life.